# بخش لبنان (شهرستان میگس، اوهایو)
بخش لبنان (به انگلیسی: Lebanon Township) یک منطقهٔ مسکونی در ایالات متحده آمریکا است که در شهرستان میگس، اوهایو واقع شده‌است.
 بخش لبنان ۹۴٫۵ کیلومتر مربع مساحت و ۱٬۰۲۹ نفر جمعیت دارد و ۲۴۸ متر بالاتر از سطح دریا واقع شده‌است.